# 小甘菊属
小甘菊属（学名：Cancrinia）是菊科下的一个属，为多年生、簇生草本或灌木状植物。该属共有30种，分布于中亚和阿富汗。